# 프리 시네마
프리 시네마(영어: Free Cinema)는 영국에서 1950년대 후반에 발생한 영화운동을 지칭한다. 다큐멘터리 정신의 부활이 그 목적이다. 보통 현대 영국 노동자들의 삶을 나타내는 경향이 있었다. 처음 운동 발생시, 기록영화이자 역사 중심이었던 성향과는 달리, 점차적으로 정치, 전통적 극 영화로 확산하였다. 이와 관련된 대표적인 작품으로는 린제이 앤더슨의 《오 꿈의 나라》, 리처드슨과 라이츠의 《엄마는 허락하지 않아》가 있다.

## 배경
1959년 이전까지의 영국 영화는 노대국(老大國)답게 대범하고 침착한 태도를 취한 중산 계급적인 취향의 영화만을 만들었는데, 이에 반기를 든 젊은 영화인들은 영국사회의 참 병근(病根)에 눈을 돌리려고 일련의 날카로운 현실 폭로와 사회 개혁을 주장하는 영화를 만들기 시작했던 것이다. 재크 클레이튼 감독의 <연상의 여인>과 토니 리처드슨 감독의 <성난 얼굴로 돌아보라>가 도화선이 되었으며 뒤이어 린제이 앤더슨(<고독의 報酬>)과 카렐 라이스(<토요일 밤과 일요일 아침>)가 등장하였다.
그러나 이 활발한 개혁 운동도 1960년대의 후반에 이르러서는 거의 좌절되어 버린 것처럼 보인다. 그리고 이에 대신하여 나온 움직임은 슬랩스틱 코미디 형식에 의한 사회 비판 영화이다. 단순한 유머나 난장판 희극이 아니고 현대의 광기(狂氣)를 해프닝에 가까운 스타일로 표현한 것인데 그 선두를 달리고 있는 것으로는 미국인인 리차드 레스터 감독의 <내크> <전쟁을 사랑한다> 등의 작품이 있고, 크라이브 도너 감독의 <무슨 좋은 일은 없을까, 꼬마 고양이야>, 토니 리처드슨 감독이 미국에서 촬영한 <러브드 원> 따위도 이 계열에 들어가는 작품이라 할 수 있을 것이다. 또한 괴상한 이야기를 재미 반, 우스개 반으로 진행하는 영국 영화의 또 하나의 특징은 1962년 이후 황당무계(荒唐無稽)한 스파이 액션물(物)인 '007'시리즈를 낳아 세계에 액션물의 유행을 초래케 했다는 점이다.

## 같이 보기
- 싱크대 사실주의
- 카렐 라이스